# Арсенал (Нью-Йорк)
Арсенал (англ. Arsenal) — историческое здание в центре Нью-Йорка — на пересечении 64-й улицы и Пятой Авеню, на территории Центрального парка.

## История
Кирпичное неоготическое здание, внешним видом напоминающее крепость, было построено по проекту Мартина Томпсона (Martin E. Thompson, 1786—1877) в 1848—1851 годах для военных нужд нью-йоркской милиции (местного ополчения, впоследствии преобразованного в подразделение национальной гвардии США). По первоначальному плану здесь планировалось хранить пушечные лафеты, снаряжение и стрелковое оружие целой дивизии, однако в 1850-е годы здесь расположился лишь 7-й полк. Здание было расположено на большом удалении от центральных городских кварталов, которые в середине XIX века находились на Хаустон-стрит в Сохо.
В 1857 году, когда было принято решение о строительстве Центрального парка, подразделение освободило здание и передало его на баланс городских властей (в годы Гражданской войны 1861—1865 годов милиции было разрешено использовать здание под свои нужды). После военных здесь временно разместился зверинец, который в 1860-е годы переехал на новое место и преобразован в Зоопарк Центрального парка. В 1869—1874 годах в здании разместились экспозиции только что образованного Американского музея естественной истории. Помимо них часть помещений было отдано под метеорологическую станцию и полицейский участок. С периода Великой депрессии по настоящее время здание занимает управление Нью-Йоркского Департамента парков и мест отдыха (англ. Department of Parks and Recreation). Здесь также расквартированы администрация Центрального парка, нью-йоркское общество охраны дикой природы (англ. New York Wildlife Conservation Society) и библиотека (англ. The Parks Library). В 1930-е годы внутренние помещения здания были украшены красочными фресками со сценами из его истории. Автор изображений — художник Аллен Саалбург (Allen Saalburg).